# Много мили хора
„Много мили хора“ е български телевизионен филм (психологическа драма) от 1979 година на режисьора Милен Николов, по сценарий на Лиляна Михайлова. Оператор е Валентин Христов. Музиката е на композитора Александър Бръзицов. Художник – Николай Сърчаджиев.

## Актьорски състав
| Изпълнител              | Роля                           |
| ----------------------- | ------------------------------ |
| н.а. Андрей Чапразов    | доктор Аврамов                 |
| Лидия Вълкова           | Аврамова, съпругата на доктора |
| з.а. Константин Коцев   | Антонов, актьор                |
| Соня Маркова            | съпругата на актьора           |
| Невена Симеонова        | самотната майка                |
| Михаил Петров           | Борис, синът на д-р Аврамов    |
| Любомир Младенов        | първия брат                    |
| Любомир Фърков          | втория брат                    |
| Антон Радичев           | спасителят                     |
| Георги Мамалев          | Георги                         |
| Елисавета Шопова (дете) | Руми                           |
| Зафир Горчев (дете)     | Петьо                          |